# 桑代尔
桑代尔（法語：Sindères，法語發音：[sɛ̃dɛʁ]）是法国朗德省的一个旧市镇，属于蒙德马桑区。2019年，桑代尔与临近的3个市镇合并为新市镇新莫尔桑克斯。

## 地理
桑代尔（44°1'36"N, 0°59'7"W）面积20.34 平方千米，位于法国新阿基坦大区朗德省，该省份为法国西南部沿海省份，是法國本土面积第二大的省，北起吉倫特省，西临大西洋，南至大西洋比利牛斯省，东临热尔省，东北与洛特-加龍省接壤。
与桑代尔接壤的市镇（或旧市镇、城区）包括：加罗斯、奥内斯-拉阿里、索尔费里诺、莫尔桑克斯。
桑代尔的时区为UTC+01:00、UTC+02:00（夏令时）。

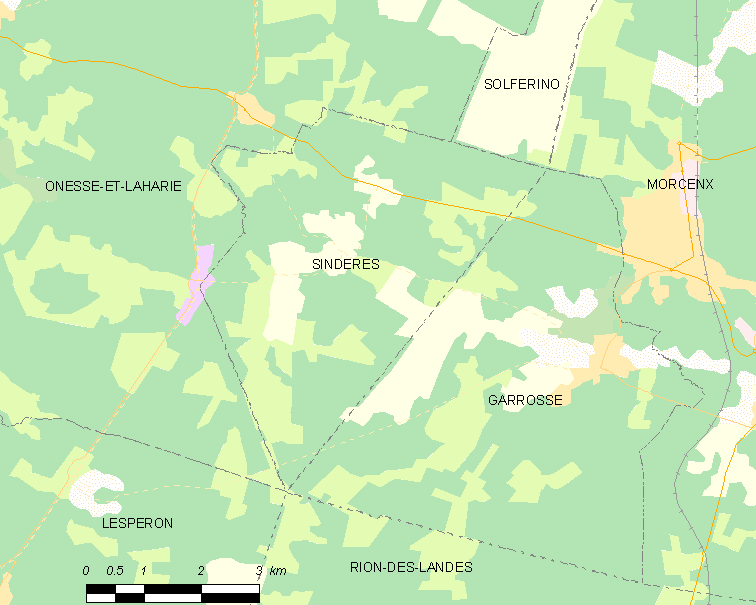
桑代尔的OSM定位图

## 行政
桑代尔的邮政编码为40110，INSEE市镇编码为40302。

## 政治
桑代尔所属的省级选区为莫尔桑克斯-塔尔塔斯地区县。

## 人口

1962-2008年间桑代尔人口变化图示

桑代尔于2018年1月1日时的人口数量为180人。